# NGC 4638
NGC 4638 (NGC 4667) é uma galáxia elíptica (E-S0) localizada na direcção da constelação de Virgo. Possui uma declinação de +11° 26' 33" e uma ascensão recta de 12 horas, 42 minutos e 47,3 segundos.
A galáxia NGC 4638 foi descoberta em 15 de Março de 1784 por William Herschel.